# Democràcia Regional Patagona

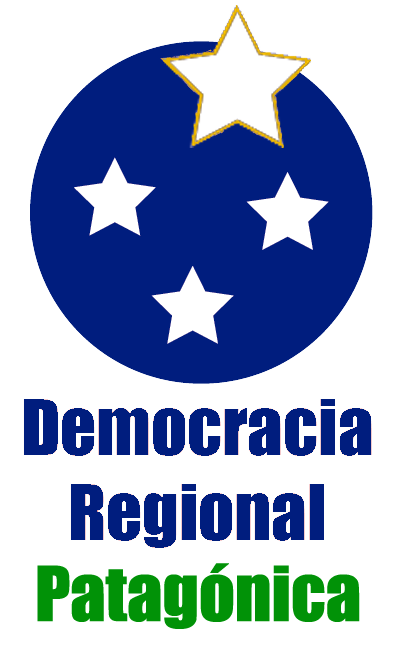
Emblema del partit polític Xilè Democracia Regional Patagónica

Democràcia Regional Patagona era un partit polític xilè regionalista, fundat com a moviment polític pels senadors independents Antonio Horvath i Carlos Bianchi Chelech el 2013.
El seu posicionament polític era de centre i alternatiu al centreesquerra de Nova Majoria i al centredreta de Chile Vamos.
El 2016 el senador Carlos Bianchi, un dels últims fundadors de el moviment que quedava vigent, es va allunyar del partit i va acusar-lo de maniobres per expulsar-lo.
El 2 d'agost de 2017 la directiva del partit va acordar conformar una llista conjunta de candidats a les eleccions parlamentàries en conjunt amb els partits País i Federació Regionalista Verda Social (FREVS). Finalment, el pacte oficialitzat el 16 d'agost de 2017 va ser denominat Coalició Regionalista Verda i incloïa només a FREVS i DRP.
Després dels resultats de les eleccions parlamentàries de 2017, en què no va aconseguir la votació mínima requerida per llei per mantenir el seu estatus legal, el 27 de desembre d'aquell any va acordar fusionar-se amb el Partit Regionalista Independent, constituint-se així al febrer de 2018 el Partit Regionalista Independent Demòcrata.

## Directiva (2018)
- President: Elson Bórquez Yáñez.
- Primer Vicepresident: Mauricio Henríquez Escombrava.
- Segon Vicepresident: Luis Schwenke Aravena.
- Tercer Vicepresident: Carol Vukasovic Montt.
- Secretari General: Carlos Pérez Osorio.
- Tresorera: Verónica Millar Alarcón.
- Protesorer: vacant.[5]